# Kikkan Randall

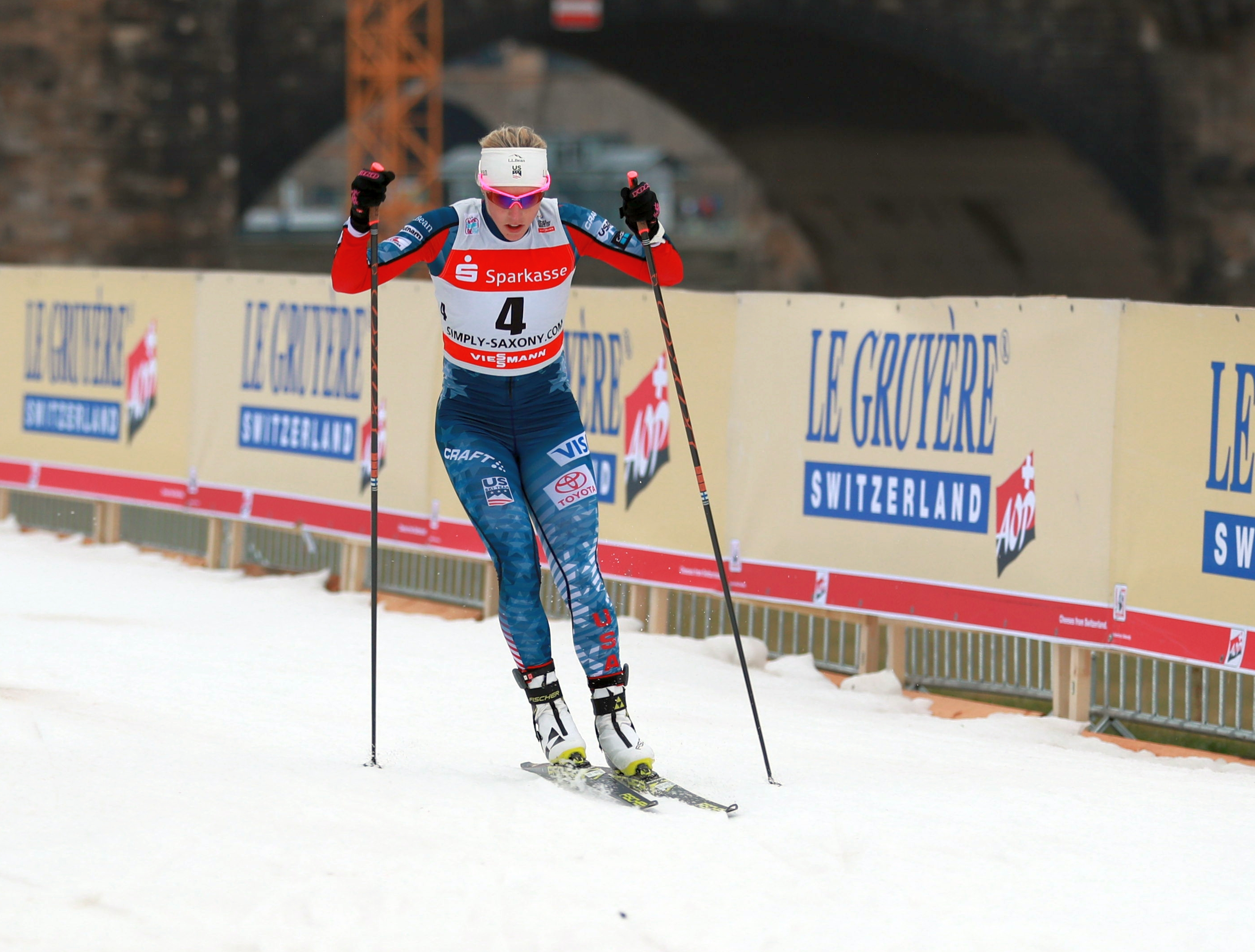
Randall in actie tijdens een wereldbekerwedstrijd in Dresden (2018).

Kikkan Lewis Randall (Salt Lake City (Utah), 31 december 1982) is een Amerikaanse langlaufster. Randall vertegenwoordigde haar vaderland op de Olympische Winterspelen in Salt Lake City, Turijn, Vancouver, Sotsji en Pyeongchang.

## Carrière
Bij haar internationale debuut, op de wereldkampioenschappen langlaufen 2001 in het Finse Lahti, eindigde Randall 34e op de sprint. Tijdens de Olympische Winterspelen van 2002 in haar geboorteplaats, Salt Lake City, eindigde de Amerikaans als 44e op de sprint.
In Val di Fiemme nam Randall deel aan de wereldkampioenschappen langlaufen 2003. Op dit toernooi eindigde ze als 39e op de sprint, op de 10 kilometer klassieke stijl eindigde ze als vijftigste en op de 10 kilometer achtervolging als 54e. In februari 2005 maakte de Amerikaanse in Reit im Winkl haar debuut in de wereldbeker. Op de wereldkampioenschappen langlaufen 2005 in Oberstdorf eindigde Randall als 29e op de sprint en als 65e op de 10 kilometer vrije stijl. Samen met Sarah Konrad eindigde ze als veertiende op het onderdeel teamsprint, op de estafette eindigde ze samen met Wendy Kay Wagner, Rebecca Dussault en Sarah Konrad op de vijftiende plaats. In februari 2006 scoorde Amerikaans in Davos haar eerste wereldbekerpunten. Tijdens de Olympische Winterspelen van 2006 in Turijn eindigde Randall als negende op de sprint en als 53e op de 10 kilometer klassieke stijl. Op de teamsprint eindigde ze samen met Wendy Kay Wagner als tiende, samen met Wendy Kay Wagner, Sarah Konrad en Rebecca Dussault eindigde ze als vijftiende op de estafette. Enkele weken na de Spelen finishte de Amerikaanse in Borlänge voor de eerste maal in haar carrière in de toptien van een wereldbekerwedstrijd.
In januari 2007 stond Randall in Rybinsk voor het eerst op het podium van een wereldbekerwedstrijd. In Sapporo nam de Amerikaanse deel aan de wereldkampioenschappen langlaufen 2007, op dit toernooi eindigde ze als 22e op de sprint en als 41e op de 15 kilometer achtervolging. Samen met Laura Valaas eindigde ze als elfde op de teamsprint. In december 2007 boekte Randall in Rybinsk haar eerste wereldbekerzege. Op de wereldkampioenschappen langlaufen 2009 in Liberec veroverde de Amerikaanse de zilveren medaille op de sprint, op de 10 kilometer klassiek eindigde ze op de 26e plaats. Op de teamsprint eindigde ze samen met Laura Valaas op de elfde plaats, samen met Morgan Arritola, Elizabeth Stephen en Caitlin Compton eindigde ze als veertiende op de estafette. Tijdens de Olympische Winterspelen van 2010 in Vancouver eindigde Randall als achtste op de sprint en als 23e op de 30 kilometer klassieke stijl. Op de teamsprint eindigde ze samen met Caitlin Compton op de zesde plaats, op de estafette eindigde ze samen met Holly Brooks, Morgan Arritola en Caitlin Compton op de elfde plaats.
In Oslo nam ze deel aan de wereldkampioenschappen langlaufen 2011. Op dit toernooi eindigde ze als achttiende op de 30 kilometer vrije stijl, als 26e op de sprint en als 32e op de 10 kilometer klassieke stijl. Samen met Sadie Bjornsen eindigde ze als negende op de teamsprint, op de estafette eindigde ze samen met Holly Brooks, Elizabeth Stephen en Jessica Diggins op de negende plaats. In het seizoen 2011/2012 legde de Amerikaanse beslag op de wereldbeker sprint. Op de wereldkampioenschappen langlaufen 2013 in Val di Fiemme eindigde Randall als negentiende op sprint en als dertigste op de 10 kilometer vrije stijl. Samen met Jessica Diggins werd ze wereldkampioene op de teamsprint, op de estafette eindigde ze samen met Sadie Bjornsen, Elizabeth Stephen en Jessica Diggins eindigde ze als vierde op de estafette. In het seizoen 2012/2013 prolongeerde ze de eindzege in het wereldbeker sprintklassement. Het seizoen daarop, 2013/2014, won de Amerikaanse de wereldbeker sprint voor de derde maal op rij. Tijdens de Olympische Winterspelen van 2014 in Sotsji eindigde Randall als achttiende op de sprint en als 28e op de 30 kilometer vrije stijl. Samen met Sophie Caldwell eindigde ze als zevende op de teamsprint, op de estafette eindigde ze samen met Sadie Bjornsen, Elizabeth Stephen en Jessica Diggins op de achtste plaats.
In Falun nam ze deel aan de wereldkampioenschappen langlaufen 2015. Op dit toernooi eindigde ze vijftiende op de 10 kilometer vrije stijl, als 31e op de 30 kilometer klassieke stijl en als 35e op de sprint. Op de wereldkampioenschappen langlaufen 2017 in Lahti sleepte de Amerikaanse de bronzen medaille in de wacht op de sprint, daarnaast eindigde ze als zeventiende op de 15 kilometer skiatlon en als 26e op de 10 kilometer klassieke stijl. Samen met Sadie Bjornsen, Elizabeth Stephen en Jessica Diggins eindigde ze als vierde op de estafette. Tijdens de Olympische Winterspelen van 2018 in Pyeongchang eindigde Randall als zestiende op de 10 kilometer vrije stijl en als veertigste op de 15 kilometer skiatlon. Op de teamsprint veroverde ze samen met Jessica Diggins de gouden medaille, samen met Sophie Caldwell, Sadie Bjornsen en Jessica Diggins eindigde ze als vijfde op de estafette.
Na afloop van het seizoen 2017/2018 beëindigde Randall haar langlaufcarrière.

## Resultaten

### Olympische Spelen
| Jaar | Plaats         | Resultaten                                                                                                |
| ---- | -------------- | --- |
| 2002 | Salt Lake City | 44e Sprint (vrije stijl)                                                                                  |
| 2006 | Turijn         | 9e Sprint (vrije stijl) 53e 10 km (klassieke stijl) 10e Teamsprint (klassieke stijl) 14e 4x5 km estafette |
| 2010 | Vancouver      | 8e Sprint (klassieke stijl) 23e 30 km klassieke stijl 6e Teamsprint (vrije stijl) 11e 4x5 km estafette    |
| 2014 | Sotsji         | 18e Sprint (vrije stijl) 28e 30 km vrije stijl 7e Teamsprint (klassieke stijl) 8e 4x5 km estafette        |
| 2018 | Pyeongchang    | 16e 10 km (vrije stijl) · 40e 15 km skiatlon · Teamsprint (vrije stijl) · 5e 4x5 km estafette             |

### Wereldkampioenschappen
| Jaar | Plaats        | Resultaten |
| ---- | ------------- | --- |
| 2001 | Lahti         | 34e Sprint (vrije stijl) |
| 2003 | Val di Fiemme | 39e Sprint (vrije stijl) 50e 10 km klassieke stijl 54e 10 km achtervolging                                                   |
| 2005 | Oberstdorf    | 29e Sprint (klassieke stijl) 65e 10 km vrije stijl 14e Teamsprint (vrije stijl) 15e 4x5 km estafette                         |
| 2007 | Sapporo       | 22e Sprint (klassieke stijl) 41e 15 km achtervolging 11e Teamsprint (vrije stijl)                                            |
| 2009 | Liberec       | Sprint (vrije stijl) · 26e 10 km klassieke stijl · 11e Teamsprint (klassieke stijl) · 14e 4x5 km estafette                   |
| 2011 | Oslo          | 26e Sprint (vrije stijl) 32e 10 km klassieke stijl 18e 30 km vrije stijl 9e Teamsprint (klassieke stijl) 9e 4x5 km estafette |
| 2013 | Val di Fiemme | 19e Sprint (klassieke stijl) · 30e 10 km vrije stijl · Teamsprint (vrije stijl) · 4e 4x5 km estafette                        |
| 2015 | Falun         | 35e Sprint (klassieke stijl) 15e 10 km vrije stijl 31e 30 km klassieke stijl                                                 |
| 2017 | Lahti         | Sprint (vrije stijl) · 26e 10 km klassieke stijl · 17e 15 km skiatlon · 4e 4x5 km estafette                                  |

### Wereldbeker
Eindklasseringen
| Seizoen   | Algm  | DI  | SP    | TdS |
| --------- | ----- | --- | ----- | --- |
| 2005/2006 | 59e   | –   | 34e   | –   |
| 2006/2007 | 30e   | –   | 12e   | –   |
| 2007/2008 | 32e   | –   | 15e   | –   |
| 2008/2009 | 46e   | 76e | 25e   | –   |
| 2009/2010 | 37e   | 49e | 18e   | –   |
| 2010/2011 | 10e   | 23e | Brons | 21e |
| 2011/2012 | 5e    | 14e | Goud  | 10e |
| 2012/2013 | Brons | 10e | Goud  | 12e |
| 2013/2014 | 6e    | 17e | Goud  | –   |
| 2014/2015 | 43e   | 71e | 17e   | DNF |
| 2016/2017 | 36e   | 45e | 20e   | DNF |
| 2017/2018 | 31e   | 27e | 22e   | DNF |

Wereldbekerzeges
| Nr. | Datum            | Plaats           | Onderdeel                |
| --- | ---------------- | ---------------- | ------------------------ |
| 1.  | 16 december 2007 | Rybinsk          | Sprint (vrije stijl)     |
| 2.  | 15 januari 2011  | Liberec          | Sprint (vrije stijl)     |
| 3.  | 20 februari 2011 | Drammen          | Sprint (vrije stijl)     |
| 4.  | 3 december 2011  | Düsseldorf       | Sprint (vrije stijl)     |
| 5.  | 11 december 2011 | Davos            | Sprint (vrije stijl)     |
| 6.  | 8 december 2012  | Quebec           | Sprint (vrije stijl)     |
| 7.  | 29 december 2012 | Oberhof          | 3 km vrije stijl TdS     |
| 8.  | 1 januari 2013   | Val Müstair      | Sprint (vrije stijl) TdS |
| 9.  | 1 februari 2013  | Sotsji           | Sprint (vrije stijl)     |
| 10. | 9 maart 2013     | Lahti            | Sprint (vrije stijl)     |
| 11. | 11 januari 2014  | Nové Město       | Sprint (vrije stijl)     |
| 12. | 18 januari 2014  | Szklarska Poręba | Sprint (vrije stijl)     |
| 13. | 1 maart 2014     | Lahti            | Sprint (vrije stijl)     |